# ルース・ウルフ (小惑星)
ルース・ウルフ (3285 Ruth Wolfe) は小惑星帯にある小惑星。ユージン・シューメーカーとキャロライン・シューメーカーがパロマー天文台で発見した。
アメリカ地質調査所での発見者夫妻の同僚、ルース・ウルフに因んで名付けられた。